# Tadeusz Jankowski (matematyk)
Tadeusz Jankowski (ur. 8 kwietnia 1940 w Kole, zm. 6 listopada 2015 w Gdańsku) – polski matematyk, profesor Politechniki Gdańskiej, kierownik Katedry Równań Różniczkowych (1997–2006) oraz Katedry Równań Różniczkowych i Zastosowań Matematyki (2006–2010).

## Życiorys
W 1958 roku ukończył Liceum Ogólnokształcące w Kole, natomiast w 1963 roku ukończył studia na Wydziale Matematyki Uniwersytetu Adama Mickiewicza w Poznaniu z tytułem magistra matematyki. W 1971 roku uzyskał doktorat na Wydziale Matematyki, Fizyki i Chemii Uniwersytetu Gdańskiego, a w 1996 stopień naukowy doktora habilitowanego Tadeuszowi Jankowskiemu nadała Rada Wydziału Matematyki i Nauk Informacyjnych Politechniki Warszawskiej. W latach 2001–2015 był zatrudniony na stanowisku profesora nadzwyczajnego, zaś w 2008 roku otrzymał tytuł profesora nauk matematycznych.

## Działalność zawodowa
W latach 1963–2010 pracował na Politechnice Gdańskiej, pełniąc funkcje: w latach 1991-2001 prodziekana do spraw kształcenia na Wydziale Fizyki Technicznej i Matematyki Stosowanej, w latach 1997-2006 kierownika Katedry Równań Różniczkowych, w latach 2006-2010 kierownika Katedry Równań Różniczkowych i Zastosowań Matematyki. W latach 1972–1976 pracował w Instytucie Budownictwa Wodnego Polskiej Akademii Nauk w Gdańsku, gdzie był konsultantem do spraw elektronicznej techniki obliczeniowej problemów dynamiki i termiki rzek i zbiorników śródlądowych. W latach 1984–1989 zatrudniony był na stanowisku assistant professor w Departament of Engineering Science of the Garyounis University of Benghazi w Libii.
Był także autorem 160 publikacji na temat równań funkcyjnych, równań różniczkowych z parametrem, a także był promotorem 3 doktorów.
W latach 1970–2015 należał do Polskiego Towarzystwa Matematycznego, a w latach 1991–1996 był wiceprzewodniczącym oddziału gdańskiego.

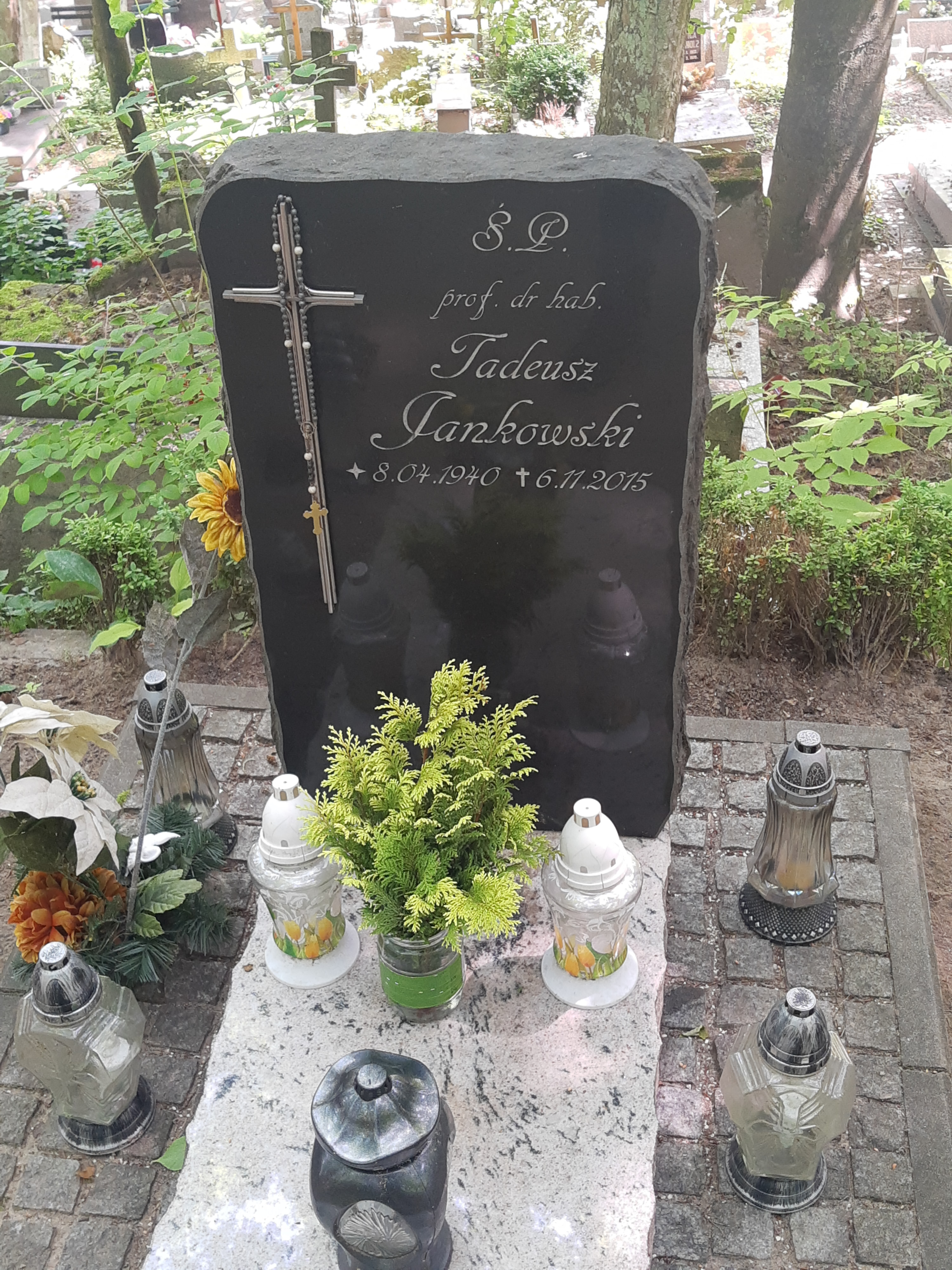
Grób prof. Tadeusza Jankowskiego na Cmentarzu Srebrzysko

Pochowany na gdańskim cmentarzu Srebrzysko (rejon  VII, taras IV skarpa).

## Publikacje (wybrane)
- T. Jankowski, Linear Algebra, Gdańsk 1997
- T. Jankowski, Zbiór zadań z matematyki, Gdańsk 1997
- K. Jankowska, T. Jankowski, Funkcje wielu zmiennych, całki wielokrotne, geometria analityczna, Gdańsk 2005

## Nagrody, wyróżnienia, odznaczenia
- Medal Pamiątkowy Politechniki Gdańskiej
- Złoty Krzyż Zasługi (1983)
- Medal Komisji Edukacji Narodowej (2000)
- Tytuł Profesor Emeritus PG (2014)[3]